# Péania
Péania (en grec : Παιανία), dénommée avant 1915 Liopesi (Λιόπεσι) est un dème situé dans le district régional de l'Attique de l'Est dans la périphérie de l'Attique en Grèce. La municipalité de Péania a été créée en 2011 par la fusion des dèmes de Glyká Nerá et de Péania, devenus des districts municipaux.
Péania accueille notamment le Musée Vorres (en) d'art populaire et contemporain, les installations de diffusion de la chaîne de télévision Mega Channel, et les installations d'entrainement du club de football Panathinaïkos. La partie occidentale de la municipalité est occupée par les pentes rocailleuses et inhabitées du mont Hymette.

## Galerie

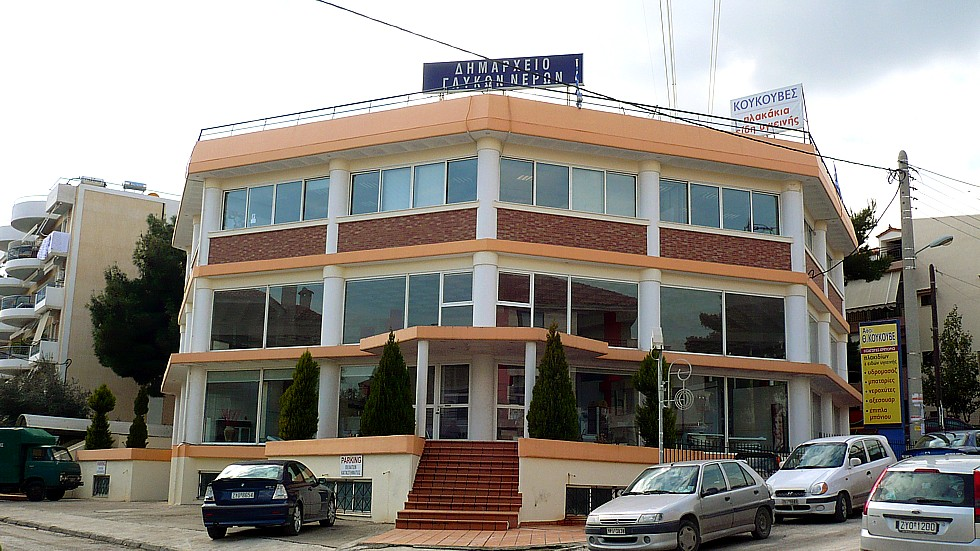
La mairie de Glyka Nera